# Casa de Dafne
Casa de Dafne (em latim: Domus Daphnidis) foi a residência do romano do século I situada na Via Tecta, no bairro de Tarento, no Campo de Marte, em Roma. Pertenceu originalmente a uma Dafne desconhecida, mas pelo ano 88, segundo o escritor Marcial, fora a residência de Júlio Marcial.